# Apatura corax
Apatura corax är en fjärilsart som beskrevs av Cabeau 1910. Apatura corax ingår i släktet Apatura och familjen praktfjärilar. Inga underarter finns listade i Catalogue of Life.